# Shrewsbury

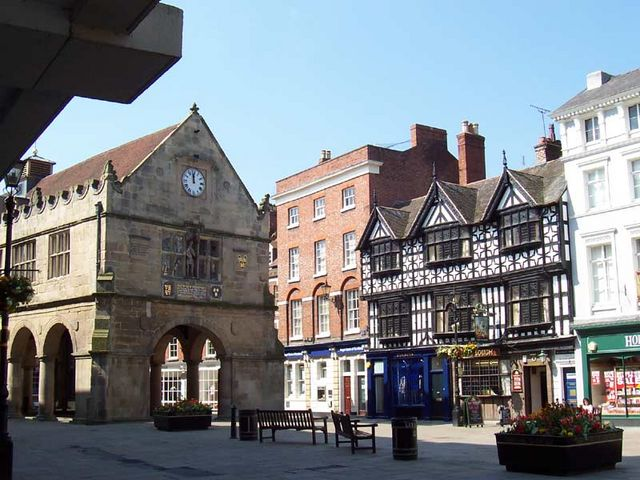
O Market Hall de Shrewsbury

Shrewsbury (/ˈʃroʊzbri/ ou /ˈʃruːzbri/) é uma cidade localizada no condado de Shropshire, na região das Midlands Ocidentais, Inglaterra. Tem cerca de 72 000 habitantes e é a segunda cidade mais populosa de Shropshire, atrás de Telford.
Shrewsbury é uma cidade histórica do mercado cujo centro da cidade tem uma rua medieval plana em grande parte inalterada e mais de 660 edifícios listados, incluindo vários exemplos de enquadramento de madeira dos séculos XV e XVI. O Castelo de Shrewsbury, uma fortificação de arenito vermelho e a Abadia de Shrewsbury, um antigo mosteiro beneditino, foi fundado em 1074 e 1083, respectivamente, pelo conde normando de Shrewsbury, Rogério de Montgomery.
Até 2015, 14 quilômetros a leste da fronteira galesa, Shrewsbury serve como o centro comercial para Shropshire e meados de Gales, com uma saída de varejo de mais de 299 milhões de libras esterlinas por ano. Existem alguns centros industriais e de distribuição de luz, como Battlefield Enterprise Park, principalmente na periferia. As estradas nacionais A5 e A49 cruzam perto da cidade, e cinco linhas ferroviárias na Estação de Shrewsbury. O Shrewsbury Flower Show é um dos maiores eventos de horticultura na Inglaterra. Foi onde nasceu e cresceu Charles Darwin.

## Património
Shrewsbury possui mais de 650 edifícios classificados, nomeadamente:
- Castelo medieval